# Estatua del Centenario del Valencia CF
La estatua del Centenario del Valencia CF es una estatua conmemorativa realizada en bronce a tamaño real que representa al aficionado invidente del Valencia CF, Vicente Navarro Aparicio; está situada en el asiento 164 de la fila 15 en la Tribuna Central del Estadio de Mestalla, en Valencia y representa el "sentimiento eterno" del aficionado valencianista dentro del marco de celebraciones del Centenario del Valencia CF.
Vicente Navarro Aparicio nació el 22 de marzo de 1928, en el barrio del Cabanyal en Valencia.
Se hizo socio del Valencia CF en 1948 y siguió yendo a los partidos incluso después de quedarse ciego en 1982; su hijo Vicente le narraba los partidos y siguió siendo socio hasta su muerte en 2016. El Valencia CF le impuso la Insignia de oro y fue protagonista de hasta 3 homenajes por parte de distintos presidentes de la entidad deportiva.